# 北京理工大学
北京理工大学（ペキンりこうだいがく）は、北京市海淀区に所在する中華人民共和国の国立大学。1940年に創立された。大学の略称は北理工、北理。大学の特色は工学系を中心に、理学、人文社会学を含めた総合大学で、1940年に中国共産党によって設立された最初の理系大学でもある。
副部級大学の一つとして、「211工程」、「985工程」、及び双一流に指定されている国家重点大学となっている。卓越大学連盟の成員校である。国防分野の高級科学技術人材を育成する重要拠点となっており、李鵬、曽慶紅、葉選平などの国家リーダを輩出した。全ての学院に博士課程を設置している。

## 歴史
1939年、共産党中央委員会が延安で設立した「自然科学研究院」が前身である。1940年「延安自然科学研究院」と改称され、1943年「延安大学」に編入された。1946年「晋察冀辺区工業専門学校」に改称し、1948年「北方大学工学院」に編入された。中華人民共和国成立後は、1951年の大学再編成により、「華北大学工学院」を経て、「北京工業学院」として独立大学となった。1988年4月2日、総合大学化を志向して「北京理工大学」に改称し、現在に至る。

## QSランキング
2012年、イギリスQS大学ランキングの「アジア100強」と「世界大学500強」に選ばれ、選ばれた中国大学の中で13位を占めた。
2015年、イギリスQS大学ランキングの「アジア80位」と「世界大学401位」に選ばれた。（リンク先： https://www.topuniversities.com ）

## 教育組織
- 基礎教育学院
- 設計・芸術学院
- 外国語学院
- 法学院
- 人文社会学院
- 経済・管理学院
- 理学院
- 生命学院
- 化学工業・環境学院
- 素材学院
- 軟件（ソフトウェア）学院
- 計算機学院
- 光電（光エレクトロニクス）学院
- 信息（情報）・電子学院
- 機械・車両学院
- 機械電気学院
- 宇航（宇宙航空）学院
- 自動化学院